# Райсвілл (Айова)
Райсвілл (англ. Riceville) — місто (англ. city) в США, в округах Мітчелл і Говард штату Айова. Населення — 806 осіб (2020).

## Географія
Райсвілл розташований за координатами 43°21′45″ пн. ш. 92°33′12″ зх. д. / 43.36250° пн. ш. 92.55333° зх. д. (43.362476, -92.553308).  За даними Бюро перепису населення США в 2010 році місто мало площу 2,87 км², з яких 2,85 км² — суходіл та 0,03 км² — водойми.

## Демографія
Згідно з переписом 2010 року, у місті мешкало 785 осіб у 341 домогосподарстві у складі 209 родин. Густота населення становила 273 особи/км².  Було 389 помешкань (135/км²).
Расовий склад населення:
| - 97,7 % — білих - 0,1 % — корінних американців |

До двох чи більше рас належало 1,4 %. Частка іспаномовних становила 2,2 % від усіх жителів.
За віковим діапазоном населення розподілялося таким чином: 21,9 % — особи молодші 18 років, 52,5 % — особи у віці 18—64 років, 25,6 % — особи у віці 65 років та старші. Медіана віку мешканця становила 45,7 року. На 100 осіб жіночої статі у місті припадало 91,9 чоловіків;  на 100 жінок у віці від 18 років та старших — 86,9 чоловіків також старших 18 років.
Середній дохід на одне домашнє господарство  становив 50 282 долари США (медіана — 39 896), а середній дохід на одну сім'ю — 67 936 доларів (медіана — 58 125). Медіана доходів становила 42 273 долари для чоловіків та 33 393 долари для жінок. За межею бідності перебувало 8,3 % осіб, у тому числі 5,3 % дітей у віці до 18 років та 6,4 % осіб у віці 65 років та старших.
Цивільне працевлаштоване населення становило 391 осіб. Основні галузі зайнятості: виробництво — 29,9 %, освіта, охорона здоров'я та соціальна допомога — 23,3 %, роздрібна торгівля — 11,3 %, сільське господарство, лісництво, риболовля — 9,2 %.